# Барбер-Саи синдром
Барбер-Саи синдром  (БСС) је ретки генетски поремећај који узрокује различите физичке карактеристике. Стање посебно утиче на физиономију лица, праћену прекомерним растом косе и опуштеном кожом. Болест не изазива унутрашње дефекте или интелектуалне недостатке. Генетска мутација у TWIST2 гену узрокује овај синдром.До данас је документовано само десет случајева од када је болест први пут описана 1982. године.

## Етиологија
Генетска промена или варијанта (мутација) ТВИСТ2 гена изазива Барбер-Саи синдром. Овај ген кодира протеин укључен у развој коштаних ћелија. Мутација овог гена узрокује јединствене карактеристике које су заједничке за овај поремећај.
Пошто је Барбер Саи синдром јако редак, постоје ограничена истраживања о његовом начину наслеђивања. Већина случајева је показала да је један родитељ одговоран за преношење мутираног гена на своје дете, што је довољно да изазове поремећај, под називом аутозомно доминантни образац наслеђивања.
Међутим, наслеђивање може бити аутозомно рецесивно. То значи да дете може да наследи ово стање само ако оба родитеља пренесу копију мутираног гена. 
Други случајеви се развијају као резултат нове мутације (де ново) у TWIST2 гену. То значи да се први пут јавља код људи без биолошке породичне историје поремећаја.

## Клиничка слика
Симптоми Барбер Саи синдрома присутни су на  рођењу (јер се ради о наследној болести). Специфични знаци и симптоми које болесник има могу се разликовати од болесника до болесника. Озбиљност симптома такође може варирати. Главне карактеристике абнормалности лица (специфичне за ову болест) могу укључивати:
- недостатак или неразвијенос обрва,
- широко размакнуте очи .
- недостатак трепавица,
- пут споља окренути капци,
- веће од нормалног растојања у угловима очију (где се спајају горњи и доњи очни капци).
- окренут нос .
- велики, заобљен нос.
- широки носни мост.
- широка уста .
- касно ницање зуба .

Други знаци и симптоми болести могу укључивати:
- абнормални, прекомерни раст длака (хипертрихоза) на већем делу тела ваше бебе,
- опуштенаа кожа која се може растегнути изнад нормалног, а затим се вратити у првобитни положај (хиперекстензивна кожа),
- оштећење слуха .
- недостаје ткиво дојке .
- неразвијене брадавице.
- заостатак у напредовању бебе.

## Терапија
Како се ради о наследној болести не постоји специфична терапија за БСС. 
Опције лечења могу укључивати бројне различите врсте пластичне хирургије за исправљање абнормалности, које могу укључивати:
- Стоматолошка хирургија лица, уста или вилице ( максилофацијална хирургија).
- Пластична хирургија лица, укључујући имплантате образа (маларни имплантати).
- Операције очних капака ( блефаропластика или тарсорафија).
- Реконструкција носа (назална) ( ринопластика ).
- Операција усана (хеилопластика).
- Корективна хирургија вилице ( ортогнатска хирургија ).
- Операција браде (гениопластика).
- Операција дојке ( увећање груди ), која би се десила након пубертета.

Друге опције лечења могу укључивати:
- Ласерска терапија хипертрихозе.
- Вештачке сузе, за очи и антибиотицке за даље проблеме са очима.

## Превенција
Како је Барбер Саи синдром генетско стање оно се не може спрежити. У оквиру превенције родитељима се саветује да пре планиране трудноће, разговарајте са својим здравственим радницима о генетском тестирању. Генетско тестирање може помоћи родитељима да разумеју ризик од преношења одређених гена на биудуће дете.

## Спољашање везе
|  | Молимо Вас, обратите пажњу на важно упозорење у вези са темама из области медицине (здравља). |